# WWE The Shield's Final Chapter
 The Shield's Final Chapter foi um evento ao vivo de luta livre profissional e um evento da WWE Network, produzido pela WWE para as suas marcas Raw, SmackDown e 205 Live. O evento aconteceu em 21 de abril de 2019, no TaxSlayer Center em Moline, Illinois. Este evento marcou o combate final do The Shield (Dean Ambrose, Roman Reigns e Seth Rollins) como um grupo, bem como o combate final de Ambrose na WWE.
Sete lutas foram disputados no evento, três das quais foram mostrados no especial de uma hora no WWE Network. No evento principal, o The Shield derrotou Baron Corbin, Bobby Lashley, e Drew McIntyre em uma luta de trios.

## Histórias
O card foi composto por sete lutas, três foram exibidas para o especial de uma hora da WWE Network. As lutas resultaram de histórias com roteiro, onde os lutadores retratavam heróis, vilões ou personagens menos distinguíveis em eventos com roteiro que criavam tensão e culminavam em uma luta ou série de lutas, com resultados predeterminados pelos escritores da WWE no Raw, SmackDown e 205 live. As histórias foram produzidas nos programas semanais de televisão da WWE, Monday Night Raw, SmackDown Live e o Cruiserweight - exclusivo 205 Live.
Em 29 de janeiro de 2019, a WWE confirmou que Dean Ambrose decidiu não renovar seu contrato que expirou em abril. No mês seguinte, Roman Reigns, que se afastou em outubro de 2018 devido a leucemia, retornou e ele, Seth Rollins e Ambrose reuniram o The Shield para uma luta em Fastlane, onde derrotaram o time do Baron Corbin, Bobby Lashley. e Drew McIntyre. Embora isso tenha sido promovido como a partida final do The Shield juntos, uma outra luta foi agendada para um evento especial chamado The Shield's Final Chapter, apresentando a última luta do The Shield e Ambrose na WWE.
| Função:              | Nome:          |
| -------------------- | -------------- |
| Comentaristas        | Michael Cole   |
| Comentaristas        | Corey Graves   |
| Comentaristas        | Renee Young    |
| Anunciador de ringue | Mike Rome      |
| Árbitros             | Chade Patton   |
| Árbitros             | Vara De Zapata |

## Resultados
| Nº                                          | Resultados | Estipulações                                                  | Tempo |
| ------------------------------------------- | --- | ------------------------------------------------------------- | ----- |
| Dark                                        | Zack Ryder e Curt Hawkins (c) derrotam The Revival (Scott Dawson e Dash Wilder) e Aleister Black e Ricochet                                       | Luta triple threat de duplas pelo Campeonato de Duplas do Raw | -     |
| Dark                                        | Tony Nese (c) derrotou Buddy Murphy | Luta individual pelo Campeonato dos Pesos-Médios da WWE       | -     |
| Dark                                        | Lucha House Party (Gran Metalik, Kalisto, e Lince Dorado) vs Jinder Mahal e The Singh Brothers (Sunil Singh e Samir Singh) terminou em no contest | Luta de trios                                                 | -     |
| Dark                                        | Alexa Bliss e Lacey Evans derrotaram Dana Brooke e Nikki Cross                                                                                    | Luta de duplas                                                | -     |
| 5                                           | Finn Bálor (c) derrotou Elias | Luta individual pelo Campeonato Intercontinental              | 6:35  |
| 6                                           | Bayley e Ember Moon derrotaram The Riott Squad (Ruby Riott e Sarah Logan) (com Liv Morgan)                                                        | Luta de duplas                                                | 7:15  |
| 7                                           | The Shield (Dean Ambrose, Seth Rollins, e Roman Reigns) derrotaram Baron Corbin, Bobby Lashley, e Drew McIntyre                                   | Luta de trios                                                 | 14:25 |
| (c) – Refere-se aos campeões antes da luta. | |                                                               |       |